# 河堤路 (岡山區)
河堤路（Heti Rd.）為高雄市岡山區的東西向道路，東端為聖森路，西端於忠孝路口銜接溪東路，本道路共分為兩段，中山南路為分段點，河堤路一段因縱貫線鐵路穿越，被分隔成兩側。

## 行經行政區域
- 岡山區

## 分段
河堤路共分為兩個部份：
- 河堤路一段：東起於聖森路[2]，西止於中山南路口銜接河堤路二段。
- 河堤路二段：東起於中山南路，西止於忠孝路口銜接溪東路。

## 沿線設施
（由東至西）
- 河堤路一段：
  - 岡山果菜批發市場[3]
  - 阿公店溪河堤步道
- 河堤路二段：
  - 岡山公共托嬰中心及育兒資源中心
  - 岡山河堤公園
  - 岡山日本海軍航空隊宿舍群

## 公共自行車
- 高雄市公共自行車租賃系統：
  - 河堤懷德路口：河堤路一段/懷德路(西北側)
  - 河堤大仁南路口：河堤路一段/大仁南路(東北側)
  - 河堤文化二街30巷口：河堤路二段/文化二街30巷(南側)
  - 岡山河堤公園(仁義路側)：仁義路/河堤路二段路口(西北側人行道)

## 相關連結
- 高雄市主要道路列表